# Albaner in Bulgarien
Die Albaner in Bulgarien (albanisch Shqiptarët në Bullgari, bulgarisch Албанци в България Albantsi v Bŭlgariya) sind eine kleine ethnische Minderheit in Bulgarien. Die Anzahl der Albaner in Bulgarien wird auf noch mindestens 300 geschätzt. Andere Zahlen gehen von noch ca. 10.000 aus. Albanologen und Historiker schätzen die eigentliche Zahl der albanischen Volksgruppe jedoch weitaus höher ein.
Die Einwanderung der Albaner nach Bulgarien hatte mehrere Phasen. Die erste albanische Migrationswelle war im 13. bis 15. Jahrhundert, als christliche Albaner von den Osmanen geflüchtet sind. Die größten Auswanderungswellen fanden jedoch im Laufe der osmanischen Herrschaft statt. Insbesondere nach dem Tod Skanderbegs im Jahre 1468 zogen viele Menschen aus dem Norden Albaniens nach Süditalien, wo sie neue Kolonien gründeten. Andere wanderten nach Bulgarien oder Odessa aus. Während die Arbëresh im Süden Italiens ihre Sitten und Bräuche beibehalten haben und bis heute ihre eigene Sprache sprechen, glauben Ethnologen, dass die albanische Sprache und damit die albanische Kultur in Bulgarien stark gefährdet ist. Auch in den Jahren 1850–1912 gab es albanische Migration nach Bulgarien, damals war vorrangig die Hauptstadt Sofia Ziel der Migranten. In Bulgarien zählt die Stadt Weliko Tarnowo als Zentrum der Albaner (Arbanasi). Sie ist bekannt für ihre reiche Geschichte und hohe Anzahl an historischen Denkmälern.

## Mandriza
Mandriza (auch Mandritsa, bulgarisch Мандрица („kleine Meierei“); albanisch Mandrica/-ë; griechisch Μανδρίτσα, türkisch Mandıra) ist ein Dorf im äußersten Südosten Bulgariens, zugehörig der Gemeinde Iwajlowgrad in der Oblast Chaskowo.
Mandriza ist „das einzige albanische Dorf“ in Bulgarien, gegründet von albanischen Hirten aus Korça und Kolonja zur Zeit der Türkenherrschaft. Mandriza hat schätzungsweise 250 Einwohner, von denen noch wenige ein toskisches Albanisch sprechen.
Die Ortschaft liegt 50–99 m ü. NN am rechten Ufer des Biala reka am Rande der Rhodopen, 15 Kilometer südlich von Iwajlowgrad und zwei Kilometer östlich des Luda reka (griechisch: Erythropotamos), der hier die Grenze zu Griechenland bildet.